# 台湾民主自治同盟辽宁省委员会
台湾民主自治同盟辽宁省委员会，简称台盟辽宁省委、辽宁台盟，是台湾民主自治同盟在辽宁省的地方组织。